# Criptograma

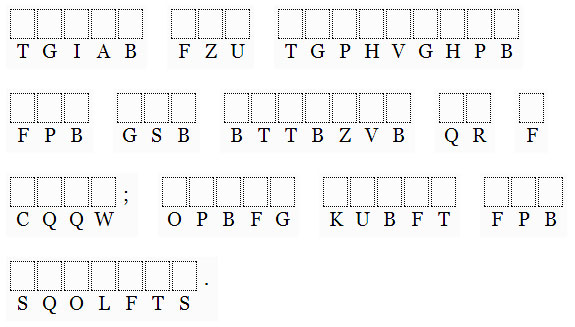
Ejemplo de Criptograma.

Un criptograma es un fragmento de mensaje cifrado, y cuyo significado es ininteligible hasta que es descifrado. Generalmente, el contenido del mensaje inteligible es modificado siguiendo un determinado patrón, de manera que solo es posible comprender el significado original tras conocer o descubrir el patrón seguido en el g -13,a,2a dg4
Por lo general, el cifrado utilizado para cifrar el texto es lo suficientemente simple como para que el criptograma pueda resolverse manualmente. El cifrado más utilizado en estos casos es el llamado cifrado por sustitución, en el que cada letra es remplazada por una diferente o por un número. Para resolver el criptograma, se debe recuperar el alfabeto original utilizado. 
En sus inicios fue concebido para aplicaciones más serias, pero en la actualidad es utilizado por lo general como entretenimiento en revistas y diarios.
También se pueden crear criptogramas utilizando otros métodos de cifrado clásico. Por ejemplo, el libro de cifrado, donde un libro o artículo es utilizado para cifrar un mensaje.

## Historia
Los criptogramas no fueron originalmente creados para propósitos de entretenimiento, sino para el cifrado de secretos militares o privados. 
El primer uso de criptogramas para propósitos de entretenimiento sucedió durante la Edad Media por unos monjes que preparaban juegos de ingenio. Un manuscrito encontrado en Bamberg establecen que los visitantes irlandeses a la corte de Merfyn Frych ap Gwriad (muerto en el año 844), rey de Gwynedd en Gales recibieron unos criptogramas, los cuales solo podían resolverse transponiendo las letras del alfabeto latino al griego. Alrededor del siglo trece el monje inglés Roger Bacon escribió un libro en el cual listó siete métodos de cifrado, y estableció que 

Un hombre está loco si para escribir un secreto, elige una forma que pueda ser conocida por el vulgo.

 En el siglo XIX, Edgar Allan Poe ayudó a popularizar los criptogramas, mediante la publicación de muchos artículos en revistas y diarios.

## Resolución
Los criptogramas basados en el cifrado por sustitución, por lo común, pueden resolverse mediante el análisis de frecuencias y mediante el reconocimiento de patrones de letras en las palabras cifradas.si son difíciles

## Criptogramas famosos
Un criptograma famoso aparece en el cuento El escabarajo de oro del escritor estadounidense Edgar Allan Poe de 1843.
Otro criptograma nombrado es el de la novela Voyage au centre de la Terre, del escritor de nacionalidad francesa Julio Verne.
Un criptograma también interesante aparece en la obra "El código Da Vinci" de Dan Brown.